# Notre-Dame-de-la-Nativité (La Rochepot)

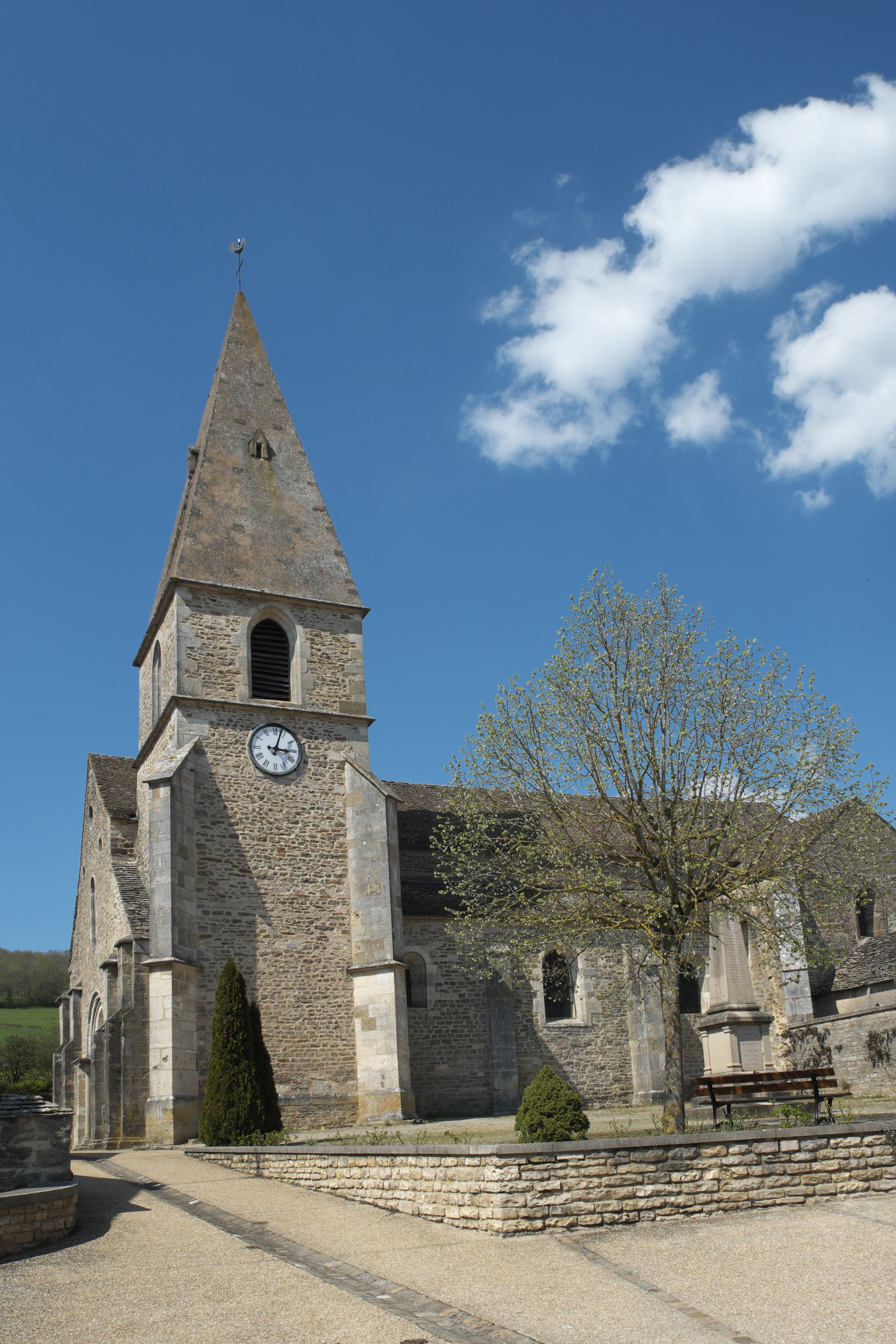
Notre-Dame-de-la-Nativité

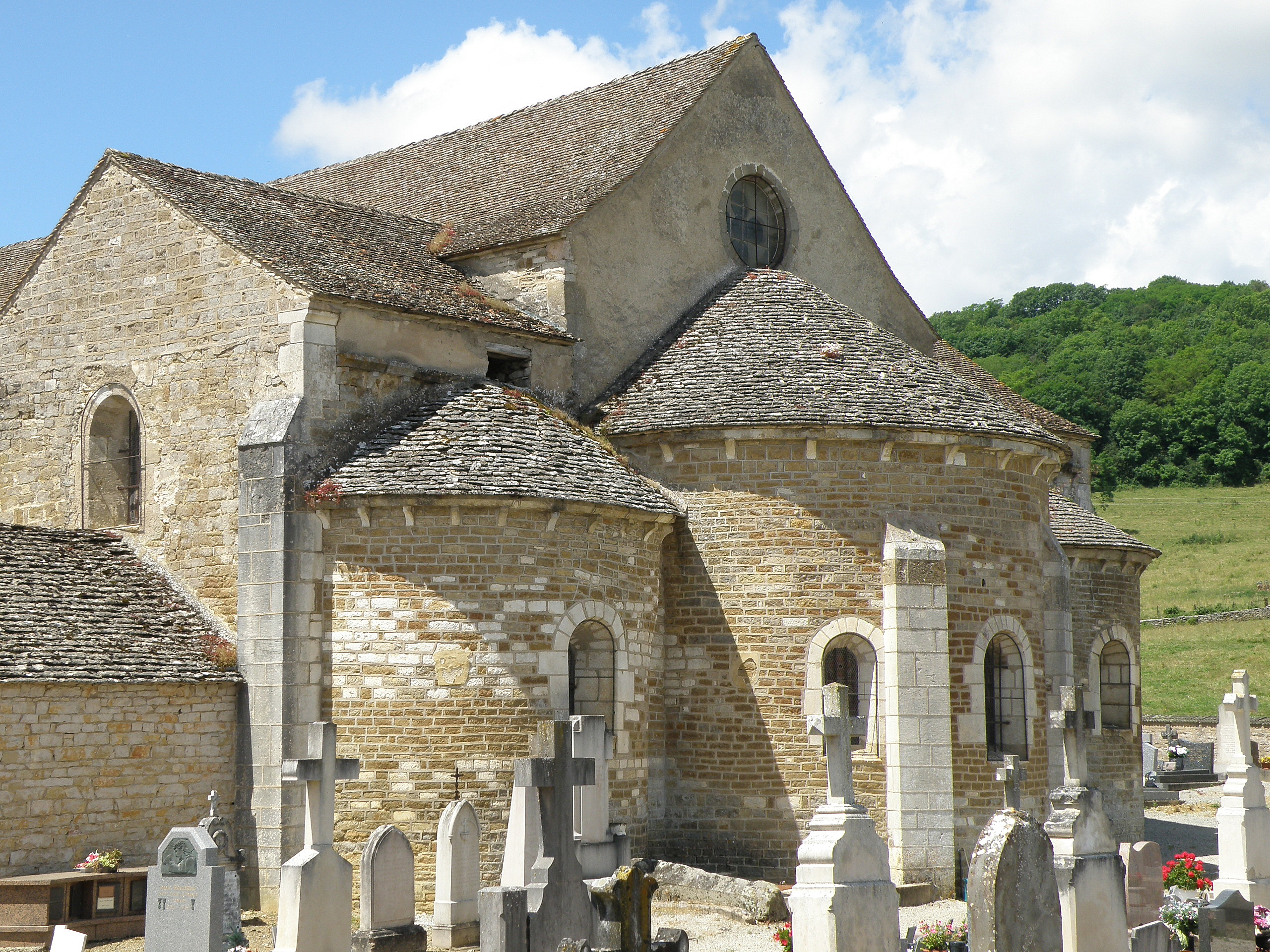
Chorhaupt

Die katholische Pfarrkirche Notre-Dame-de-la-Nativité (ehemals Saint-Georges) in La Rochepot, einer Gemeinde im Département Côte-d’Or in der französischen Region Bourgogne-Franche-Comté, wurde vermutlich in der Mitte des 12. Jahrhunderts errichtet. Die Kirche, die zunächst dem heiligen Georg geweiht war, gehörte ursprünglich zu einem Priorat der Benediktinerabtei von Flavigny-sur-Ozerain. Im Jahr 1909 wurde die Kirche als Monument historique in die Liste der Baudenkmäler in Frankreich aufgenommen.

## Geschichte
Im 15. Jahrhundert wurde die Kirche durch einen Brand schwer beschädigt. Die Gewölbe des Langhauses und vermutlich auch der Vierungsturm stürzten ein. Ende des 15. Jahrhunderts wurde der Glockenturm an der Südseite der Westfassade wieder aufgebaut. Zu Beginn des 16. Jahrhunderts verließen die Mönche das Kloster und zogen sich in das Priorat von Couches zurück, das ebenfalls der Benediktinerabtei von Flavigny unterstand. Die Kirche von La Rochepot wurde zunächst der Pfarrei Baubigny angegliedert, bevor sie im Jahr 1654 selbständige Pfarrkirche wurde. Damals erhielt sie das Patrozinium Notre-Dame-de-Nativité (Mariä Geburt).

## Architektur

### Außenbau
Das Portal an der Westfassade besitzt noch seine originalen vier mit Blattkapitellen verzierten Säulen. Das schmucklose Tympanon und der Trumeaupfeiler wurden erneuert. Das vermauerte Portal an der Nordseite des Langhauses war vielleicht der Zugang zum nicht mehr bestehenden Kreuzgang. An das deutlich vorstehende Querhaus schließen sich im Osten die Hauptapsis und die beiden seitlichen Apsiden an, die mit Kalksteinplatten gedeckt sind. 1860 wurde an das südliche Querhaus die Sakristei angebaut. 

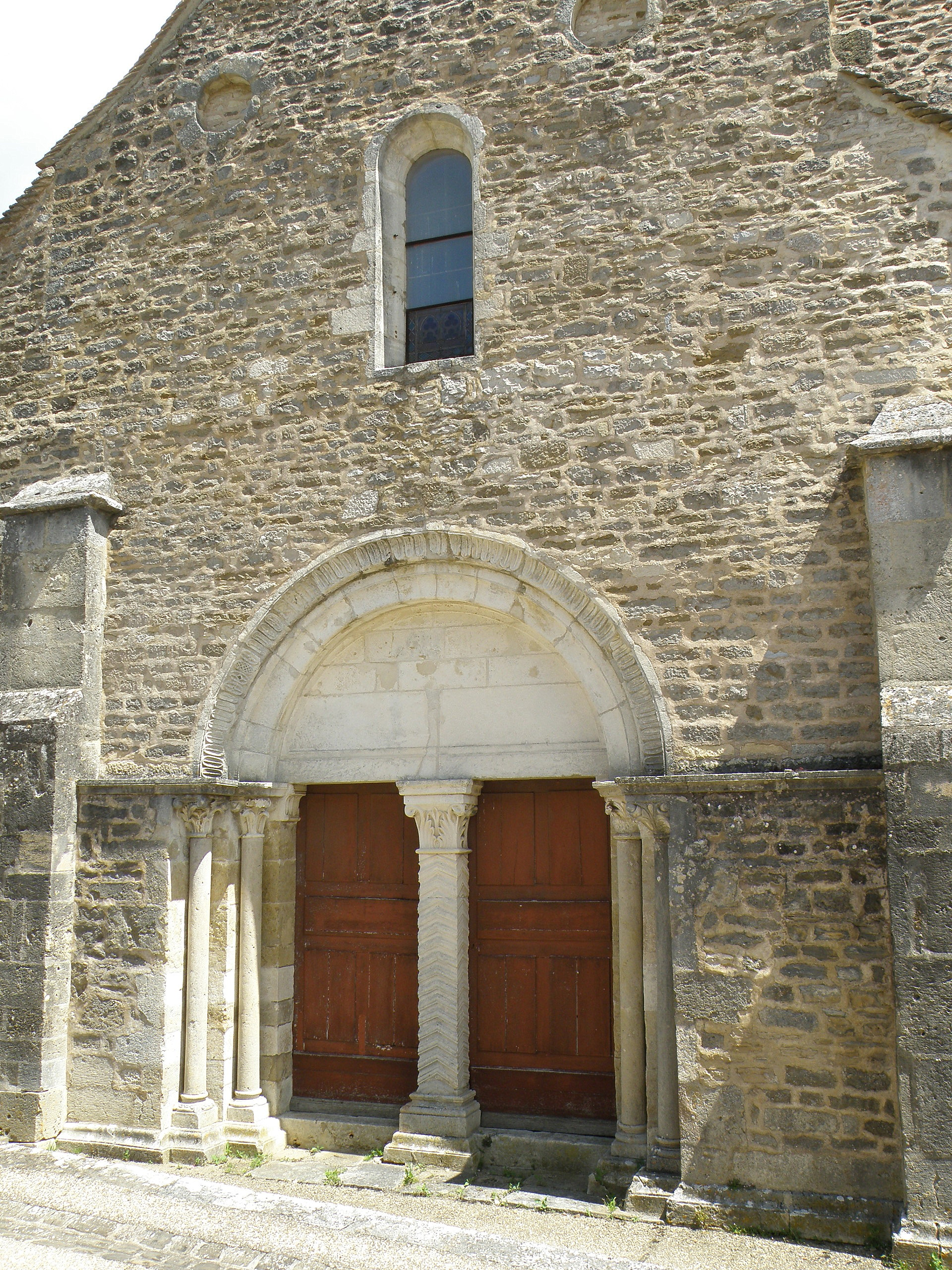
Portal
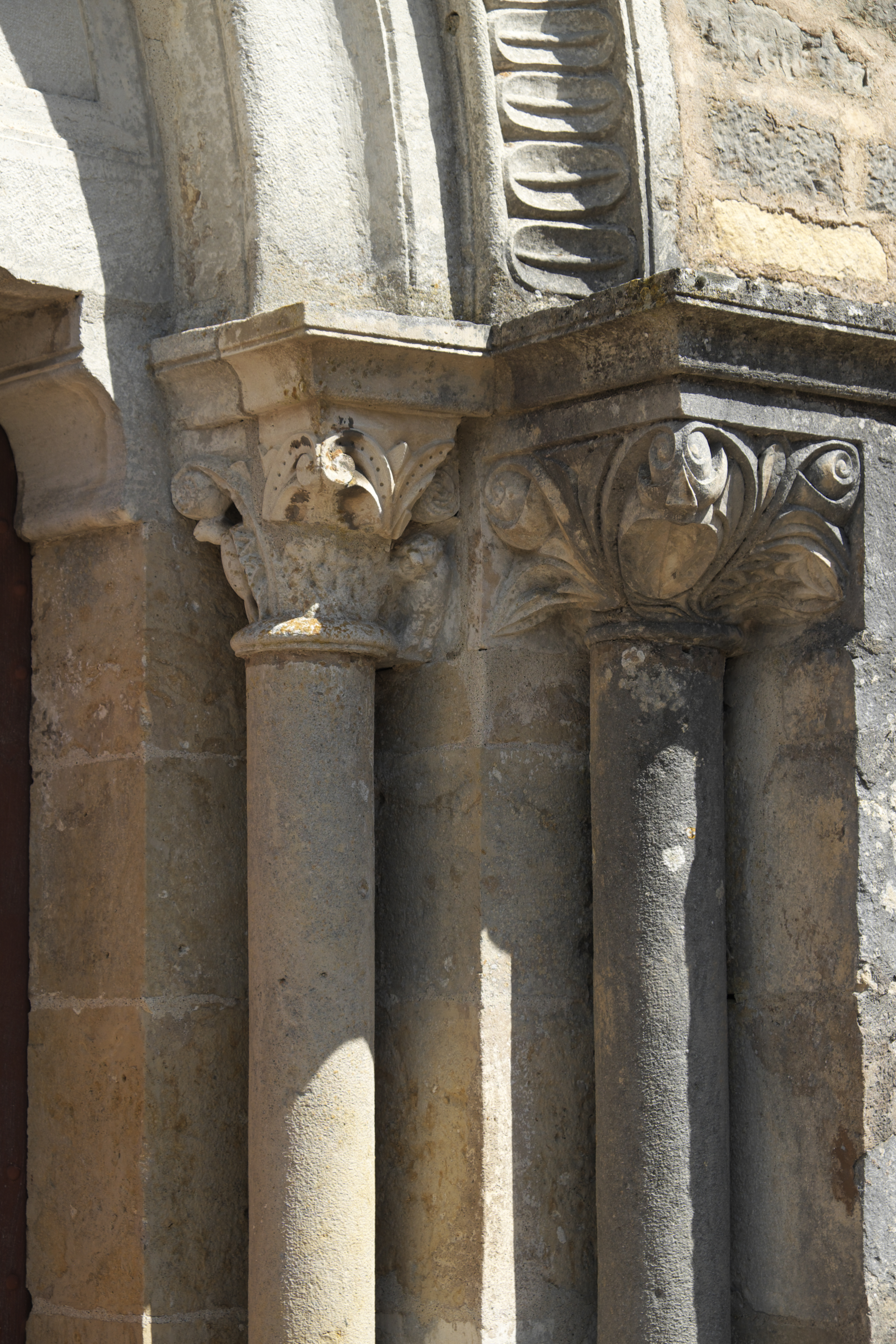
Kapitelle am Portal

### Innenraum

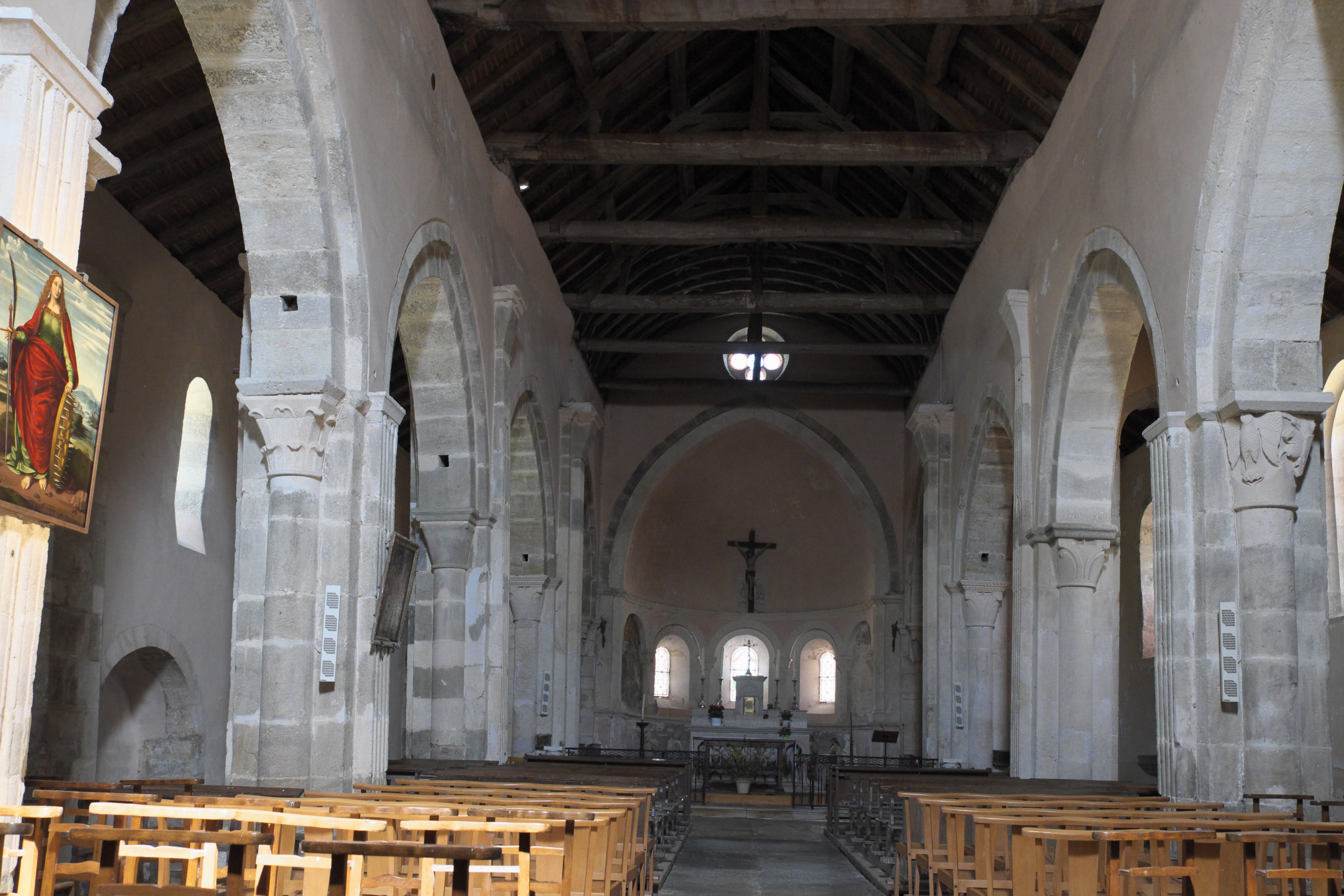
Innenraum

Das dreischiffige Langhaus ist in vier Joche gegliedert und wird von einer hölzernen Tonne gedeckt. Hohe Spitzbogenarkaden öffnen sich vom Mittelschiff zu den schmalen Seitenschiffen. Sie ruhen auf quadratischen Pfeilern, denen kannelierte Pilaster und mit Kapitellen verzierte Halbsäulen vorgelagert sind. Die Querschiffarme besitzen noch ihre Kreuzgratgewölbe, die halbrunden Apsiden sind mit Kalotten eingewölbt. Ein gebrochener Triumphbogen führt zur Hauptapsis, in deren Wand fünf von Arkaden gerahmte Nischen und drei Rundbogenfenster eingeschnitten sind.

### Kapitelle
Die Kapitelle sind mit figürlichen Szenen und stilisierten Blättern skulptiert. Sie sind im Stil der burgundischen Romanik der Mitte des 12. Jahrhunderts ausgeführt und lassen den Einfluss der berühmten Bildhauerarbeiten der Kathedrale von Autun oder der Kirche Saint-Andoche in Saulieu erkennen. Auf einem Kapitell ist die Verkündigung der Geburt Jesu durch den Erzengel Gabriel an Maria dargestellt, auf einem anderen sieht man einen Krieger auf einem Pferd reitend im Kampf mit einem Adler. Auf einem weiteren Kapitell sitzt Bileam auf seinem Esel, vor ihm steht der Engel mit dem Schwert in der Hand.

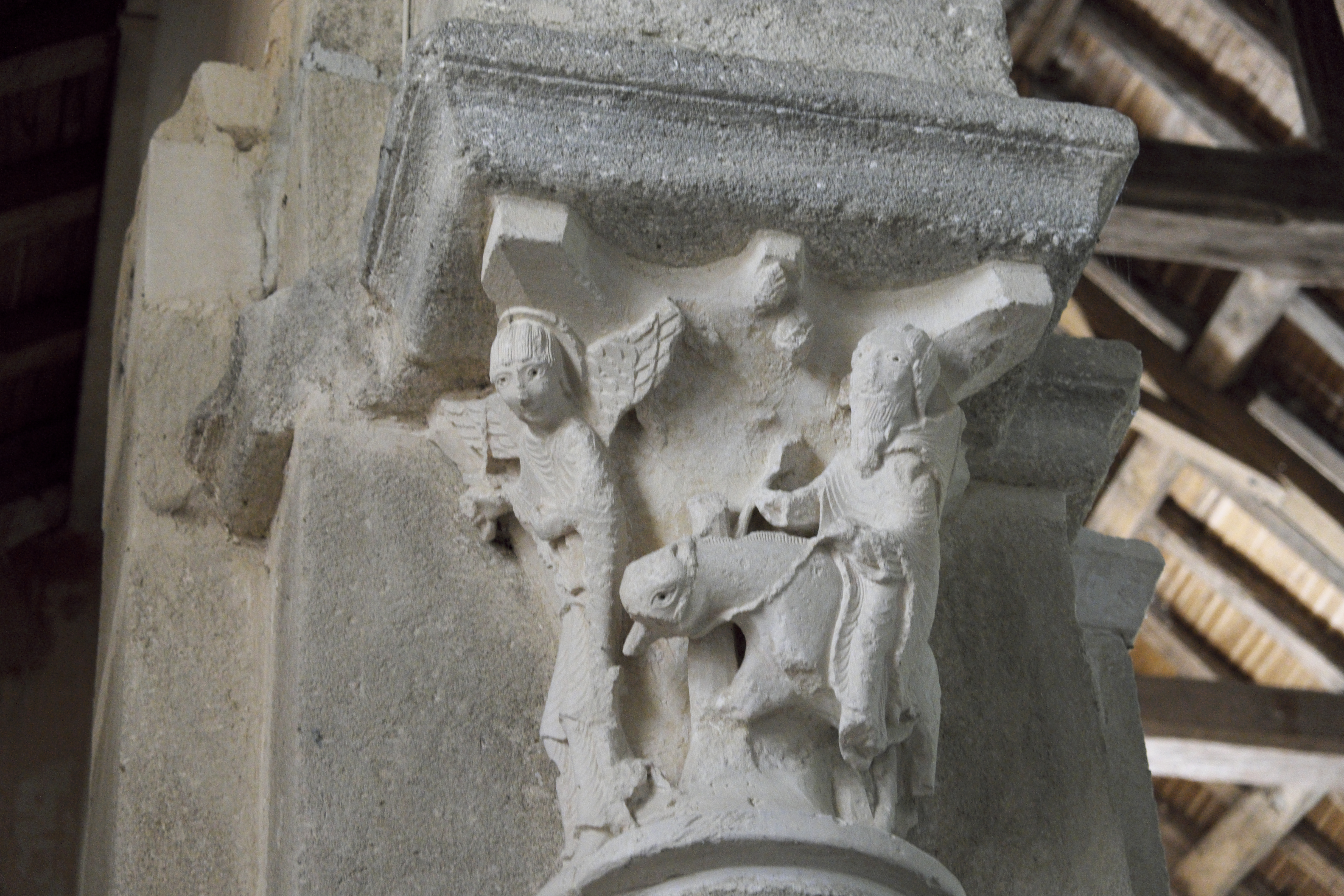
Bileam und der Engel
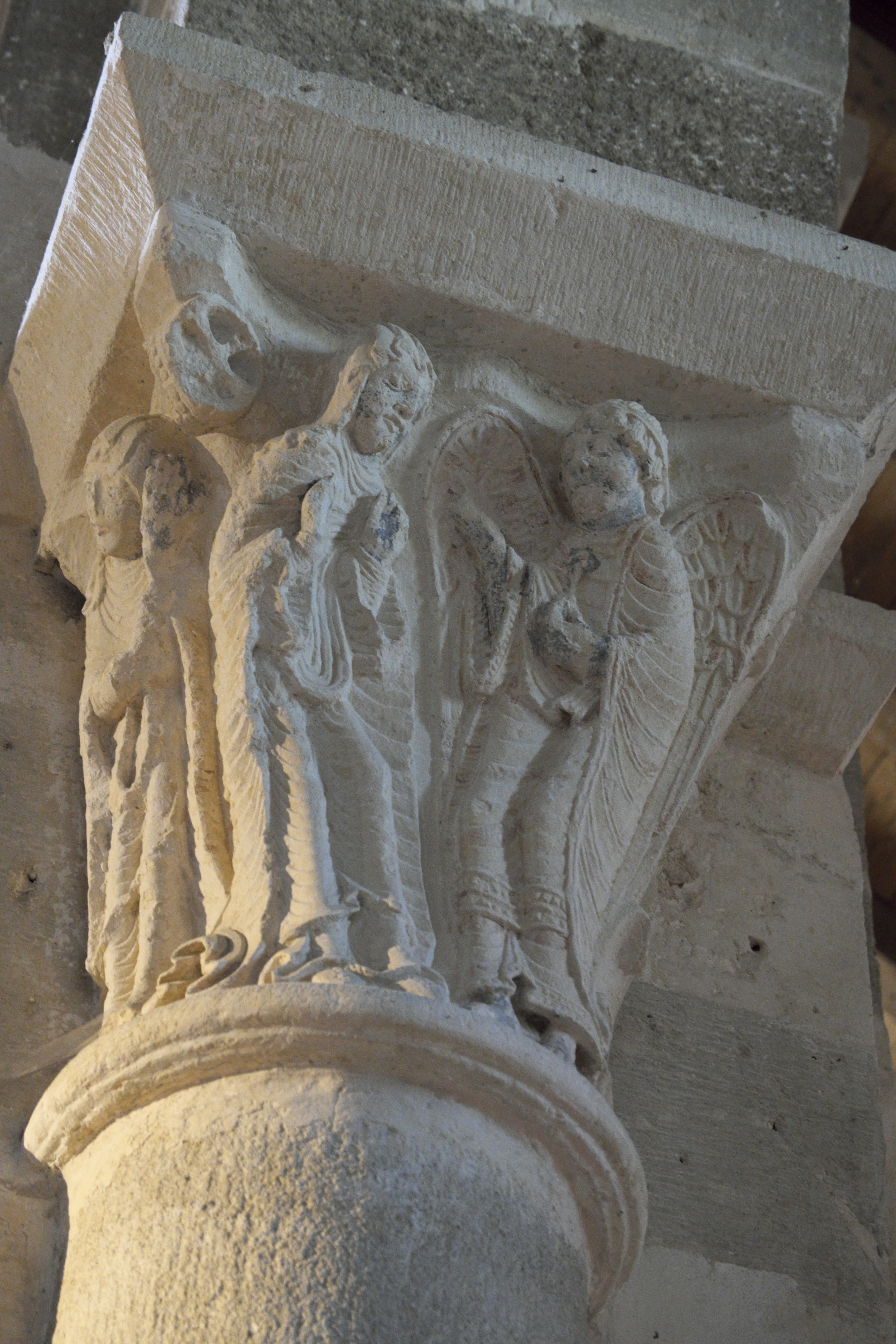
Verkündigung
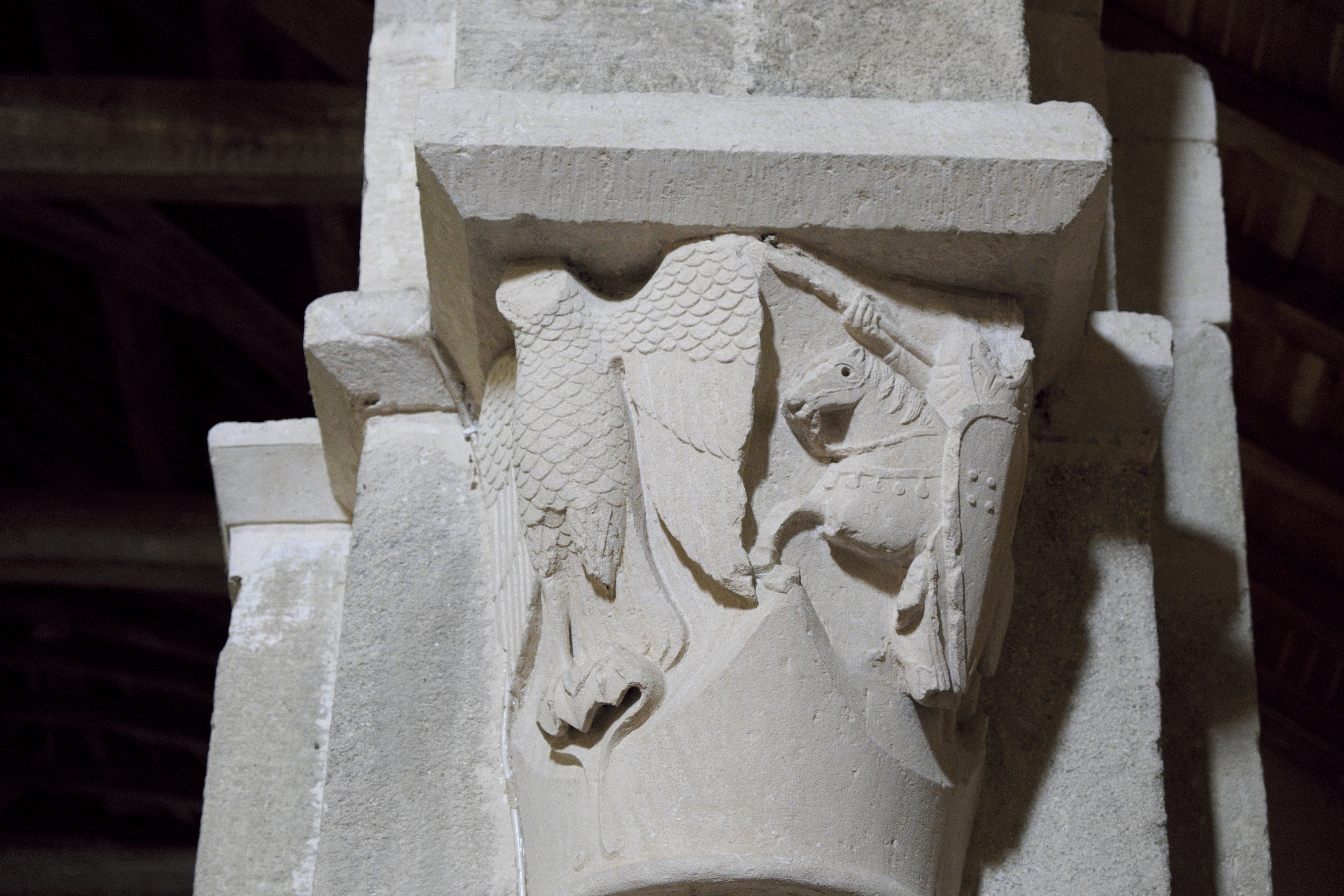
Krieger im Kampf mit einem Adler
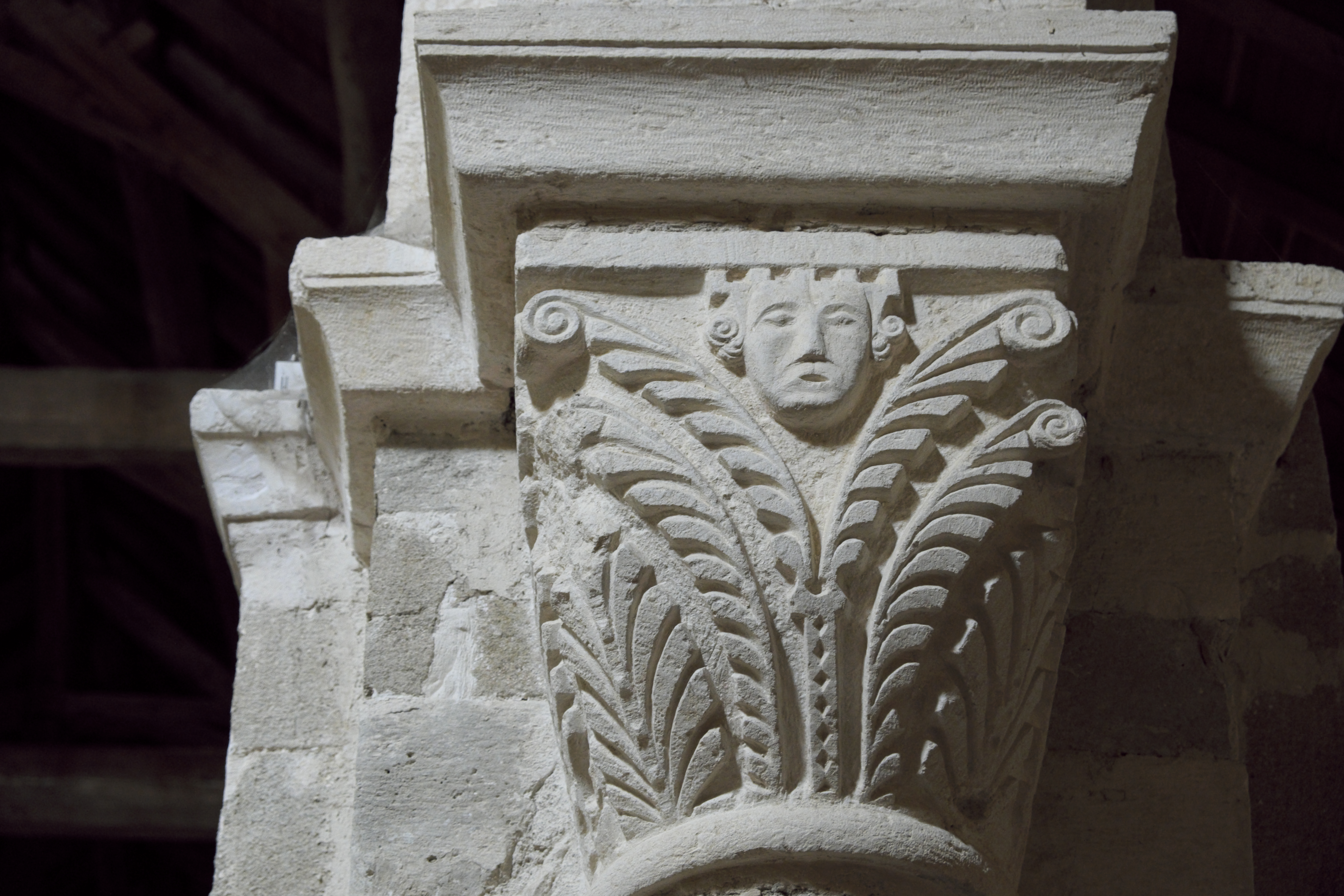
Kopf und stilisierte Blätter
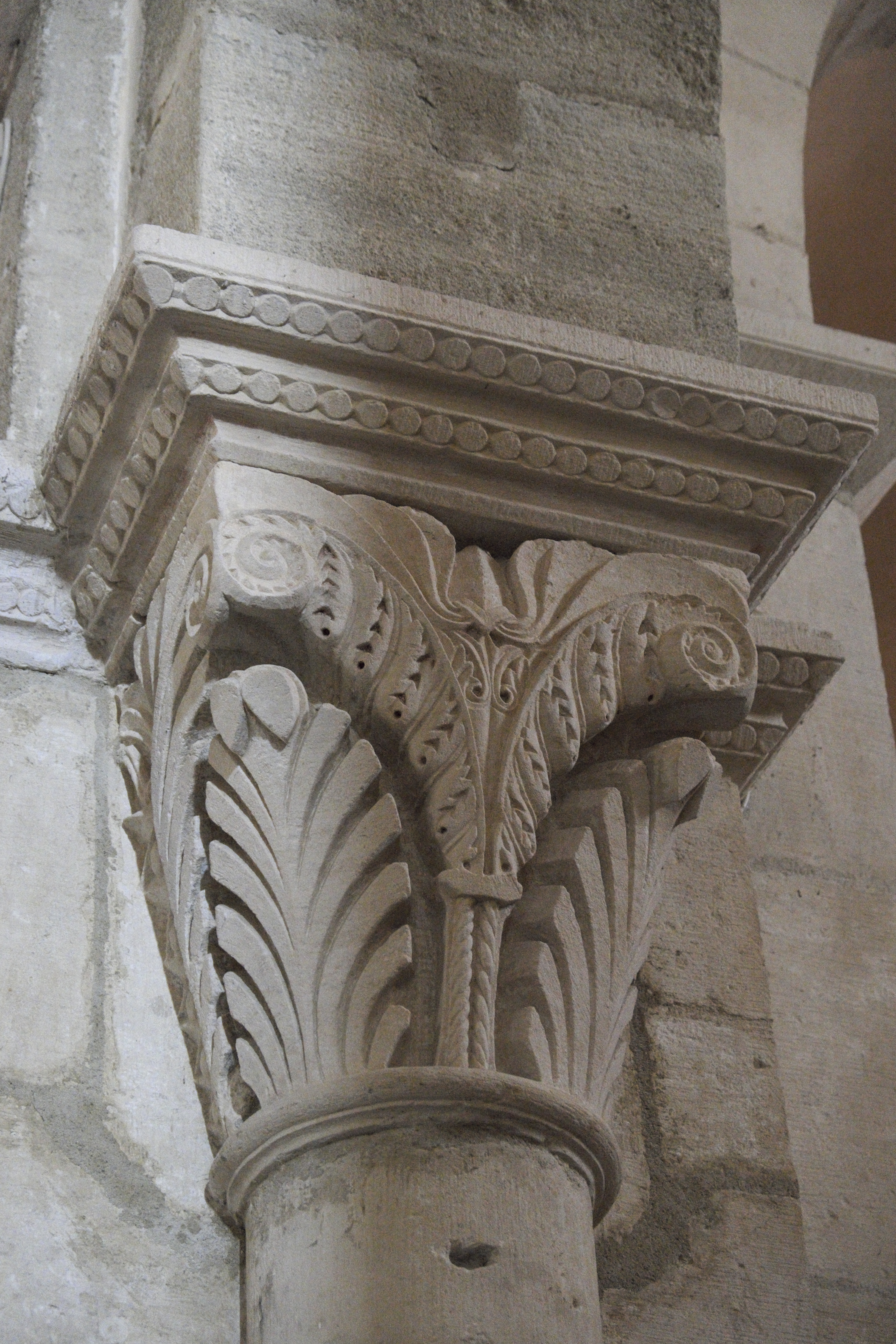
Blattkapitell

## Ausstattung
Die Kirche besitzt zwei Gemälde, die aus der Kapelle der Burg La Rochepot stammen. 
- Auf einem Gemälde aus dem 16. Jahrhundert ist die heilige Katharina von Alexandrien dargestellt.
- Das Triptychon mit der Darstellung der Grablegung Christi aus dem frühen 17. Jahrhundert wird dem aus Dijon stammenden Maler Philippe Quantin (um 1600–1636) zugeschrieben.

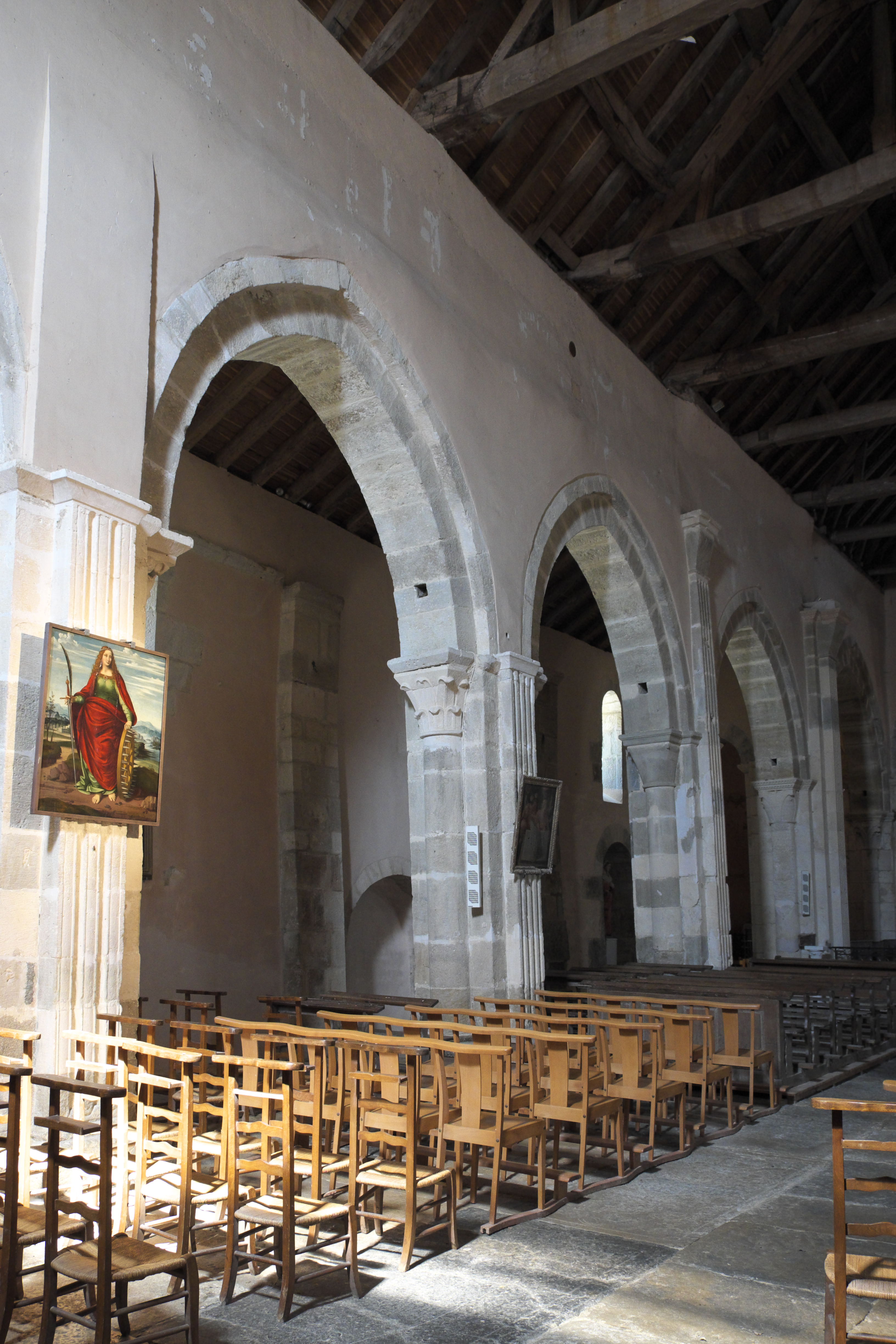
Im Vordergrund das Gemälde der heiligen Katharina
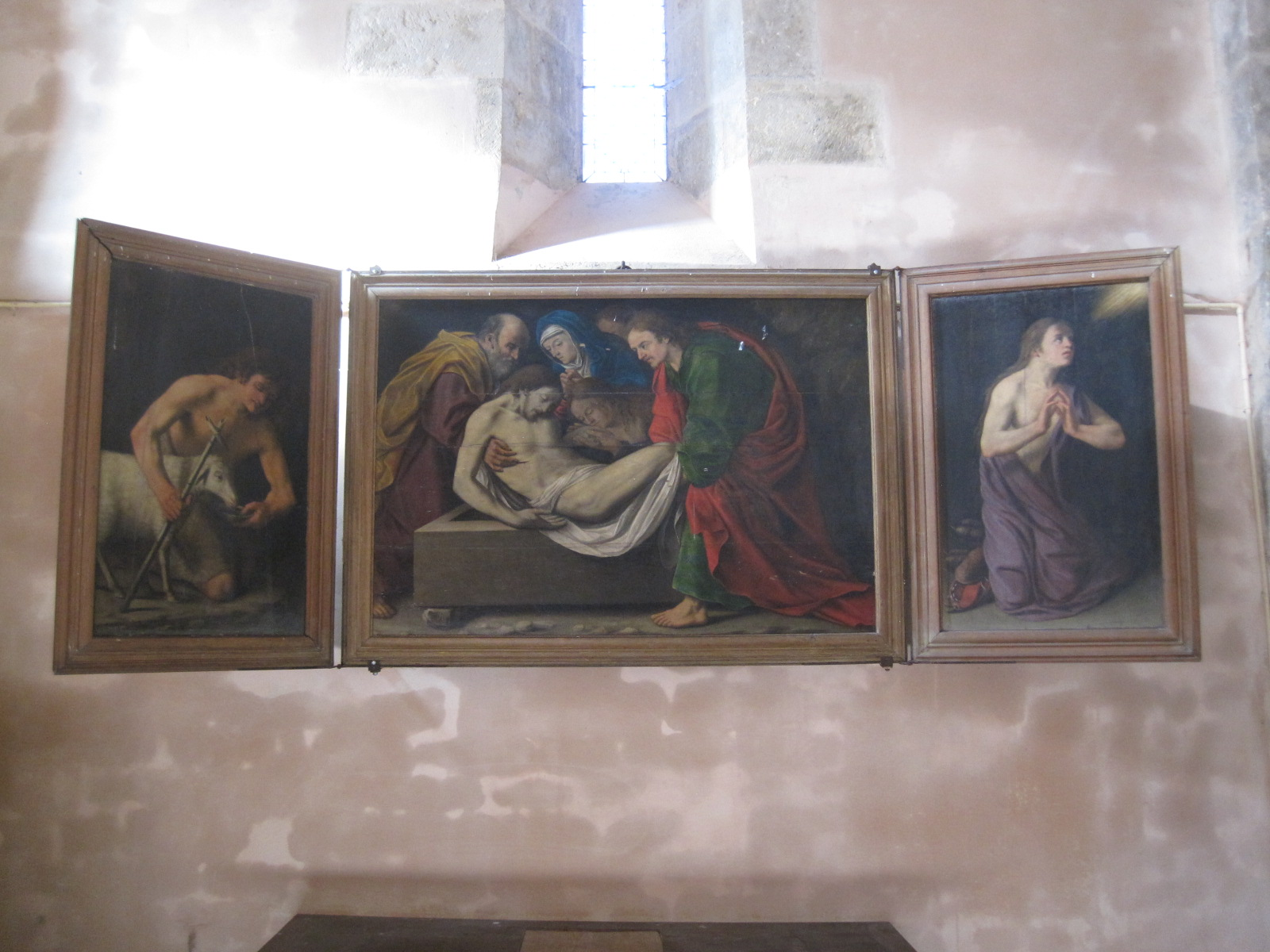
Grablegung